# 웨이징성
웨이징성(중국어: 魏京生, 병음: Wèi Jīngshēng, 한자음: 위경생, 1950년 5월 20일 ~ )은 중화인민공화국의 반체제 인사이다.
1950년 베이징에서 중국 인민해방군 퇴역 군인의 아들로 태어났으며 16세 때인 1966년에 문화 대혁명이 일어나자 웨이징성은 마오쩌둥주의를 극단적으로 숭배하는 홍위병으로 참가했다. 1969년에는 중국 인민해방군에 입대하였다. 1973년에 제대한 이후에는 베이징 동물원에서 전기 기술자로 근무했다.
1978년 베이징 서단민주장에서 덩샤오핑의 개혁 개방 노선과 덩샤오핑의 중국 공산당 노선을 비판하는 내용의 "5대 현대화"라는 대자보를 썼다. 이 당시는 중화인민공화국과 베트남의 전쟁 기간이었기 때문에 그는 1979년 3월 29일에 군사 기밀 누설 및 반혁명 혐의로 체포가 되어 징역 15년을 선고받았다. 그러나 1993년에 그는 가석방 조치로 풀려났다.
1994년 4월 1일에 중국 정부에 대한 비협조로 다시 반혁명 혐의로 체포되었으며 1995년 11월 21일에 열린 재판에서 징역 14년을 선고받았다. 1997년 11월 16일에는 질병 보석으로 석방된 이후 미국에 망명하게 된다. 1994년에 그는 반중국 공로가 인정되어 올로프 팔메상과 로버트 F. 케네디 인권상을 받았다. 1996년에는 사하로프상을, 1997년에는 전미민주주의기금상을 수상했다.

## 같이 보기
- 중국의 반체제자 목록
- 왕단 (반체제자)